# Jürgen Zimmerling
Jürgen Zimmerling (ur. 17 lutego 1952 w Oberhausen, zm. 8 października 2005) – niemiecki polityk i wykładowca akademicki, od 1999 do 2004 i w 2005 poseł do Parlamentu Europejskiego.

## Życiorys
Studiował prawo i historię w Bochum, uzyskał stopień naukowy doktora. Zdał państwowy egzamin prawniczy, w 1985 otworzył własną kancelarię prawną. Od 1991 pracował także jako wykładowca akademicki, prowadząc zajęcia z administracji publicznej w Kolonii. W połowie lat 90. został profesorem w Hochschule für Oekonomie & Management (FOM) w Essen, gdzie m.in. pełnił funkcję dziekana.
W 1999 z listy Unii Chrześcijańsko-Demokratycznej po raz pierwszy uzyskał mandat deputowanego do Parlamentu Europejskiego. W wyborach w 2004 nie uzyskał reelekcji, powrócił do PE już w lipcu 2005 w miejsce innego posła. Był członkiem grupy chadeckiej, pracował m.in. w Komisji Rozwoju. Zmarł kilka miesięcy później na atak serca.